# West Devon
West Devon ist ein Verwaltungsbezirk mit dem Status eines Borough in der Grafschaft Devon in England. Verwaltungssitz ist die Stadt Tavistock; weitere bedeutende Orte des weitgehend durch das Dartmoor erfasste Gebiet sind Chagford, Okehampton und Princetown.
Der Bezirk wurde am 1. April 1974 gebildet und entstand aus der Fusion des Municipal Borough Okehampton sowie der Rural Districts Okehampton und Tavistock.

## Städtepartnerschaften
- Wesseling, Nordrhein-Westfalen (seit 1983)

Koordinaten: 50° 38′ N, 4° 6′ W